# Ewanius nothofagi
Ewanius nothofagi là một loài bọ cánh cứng trong họ Chrysomelidae. Loài này được Reid miêu tả khoa học năm 2002.